# Gold Cobra
Cold Cobra er Limp Bizkits sjette album, fra 2011.

## Trackliste
1. . "Introbra"
2. . "Bring it Back"
3. . "Gold Cobra"
4. . "Shark Attack"
5. . "Get a Life"
6. . "Shotgun"
7. . "Douche Bag"
8. . "Walking Away"
9. . "Loser"
10. . "Autotunage"
11. . "90.2.10"
12. . "Why Try"
13. . "Killer In You"